# Rosenborg BK
Rosenborg BK er en norsk fodboldklub fra Trondheim, som spiller i den bedste norske liga, Tippeligaen. Klubben har de seneste 20 år været stort set suveræne i norsk fodbold.
Klubbens førstehold trænes af Kåre Ingebrigtsen og har tidligere været trænet af Nils Arne Eggen, Åge Hareide og den tidligere AaB-træner Erik Hamrén
Rosenborg spiller sine hjemmekampe på Lerkendal Stadion i Trondheim, hvor der er plads til 21.166 tilskuere.
Klubben har deltaget 11 gange i UEFA Champions League gruppespillet. Klubben har leveret mange store præstationer i Champions League. I 1997 spillede de ottendedelsfinale mod Juventus, efter at de vandt 2-1 mod AC Milan på San Siro Stadion i Italien.
Fra 1995/96 sæsonen var de med otte år i træk. Blandt de mange kampe i Champions League kan nævnes, at de 1997 vandt med 2-0 over Real Madrid hjemme på Lerkendal, i 1998 slog de Galatasaray med 3-0 på Lerkendal, i 1999 måtte Borussia Dortmund se sig besejret med 3-0 på Westfalen Stadion og senest i 2007/08-sæsonen vandt Rosenborg med 2-0 over Valencia – og ikke bare hjemme på Lerkendal, men også på Mestalla måtte Valencia se sig slået med 2-0 af nordmændene.

## Titler
Norske 1. division/Eliteserien:
Vindere (26) (Rekord): 1967, 1969, 1971, 1985, 1988, 1990, 1992, 1993, 1994, 1995, 1996, 1997, 1998, 1999, 2000, 2001, 2002, 2003, 2004, 2006, 2009, 2010, 2015, 2016, 2017, 2018
Norgesmesterskapet i fotball for herrer:
Vindere (12): 1960, 1964, 1971, 1988, 1990, 1992, 1995, 1999, 2003, 2015, 2016, 2018
Sølv (6): 1967, 1972, 1973, 1991, 1998, 2013
Superfinalen / Mesterfinalen:
Vindere (3): 2010, 2017, 2018

## Nuværende spillertrup
Oversigten er opdateret til og med 16. april 2025
| Nr. | Land       | Position | Spiller              |
| --- | ---------- | -------- | -------------------- |
| 1   | Norge      | MM       | Sander Tangvik       |
| 2   | Norge      | FO       | Erlend Dahl Reitan   |
| 4   | Danmark    | FO       | Luka Racic           |
| 5   | Sverige    | MI       | Moustafa Zeidan      |
| 6   | Finland    | MI       | Santeri Väänänen     |
| 7   | Norge      | AN       | Marius Broholm       |
| 8   | Norge      | MI       | Iver Fossum          |
| 9   | Norge      | AN       | Ole Sæter            |
| 10  | Norge      | MI       | Ole Selnæs (Captain) |
| 11  | Danmark    | AN       | Noah Sahsah          |
| 12  | Norge      | MM       | Rasmus Sandberg      |
| 15  | Danmark    | FO       | Jonas Mortensen      |
| 39  | Montenegro | AN       | Dino Islamovic       |

| Nr. | Land      | Position | Spiller                 |
| --- | --------- | -------- | ----------------------- |
| 18  | Norge     | AN       | Noah Jean Holm          |
| 19  | Norge     | FO       | Adrian Pereira          |
| 21  | Slovakiet | FO       | Tomas Nemcik            |
| 22  | Norge     | MI       | Henry Sletsjøe          |
| 23  | Norge     | FO       | Ulrik Yttergård Jenssen |
| 35  | Norge     | AN       | Emil Konradsen Ceide    |
| 38  | Norge     | FO       | Mikkel Konradsen Ceide  |
| 50  | Norge     | FO       | Håkon Volden            |
| 57  | Island    | AN       | Ísak Snaer Thorvaldsson |
| 41  | Norge     | MI       | Sverre Nypan            |
| 45  | Norge     | AN       | Jesper Reitan-Sunde     |